# 德拉任科·米特罗维奇
德拉任科·米特罗维奇（1979年8月9日—），塞尔维亚男子田径运动员。他曾代表塞尔维亚参加2008年和2012年夏季残疾人奥林匹克运动会田径比赛，获得二枚银牌。